# Katillotxu
El monte Katillotxu está situado en la margen izquierda del estuario de Urdaibai, de la comarca Busturialdea-Urdaibai, en la localidad de Mundaca. Tiene una altura de 337 metros. Es un ramal de la cordillera de Sollube.
En la cumbre y a su alrededor hay cuatro montículos: Katillotxu 1, Katillotxu 2, Katillotxu 5, y Katillotxu 6; y los restos del dolmen de Pakatene. Los restos arqueológicos son vestigios del Neolítico, hace unos 5.400 años, cuando la sociedad cazadora-recolectora se hizo sedentaria.
El nombre actual proviene de "Kastillotxu" (Pequeño castillo).

## Accesos
- Desde la playa de Mundaca.
- Desde el barrio Demiku de Bermeo.
- Desde el barrio San Bartolomé de Busturia
- Desde el barrio Abaroa de Sukarrieta